# Stenopogon diversus
Stenopogon diversus är en tvåvingeart som först beskrevs av Samuel Wendell Williston  1901.  Stenopogon diversus ingår i släktet Stenopogon och familjen rovflugor. Inga underarter finns listade i Catalogue of Life.